# Benno von Meißen

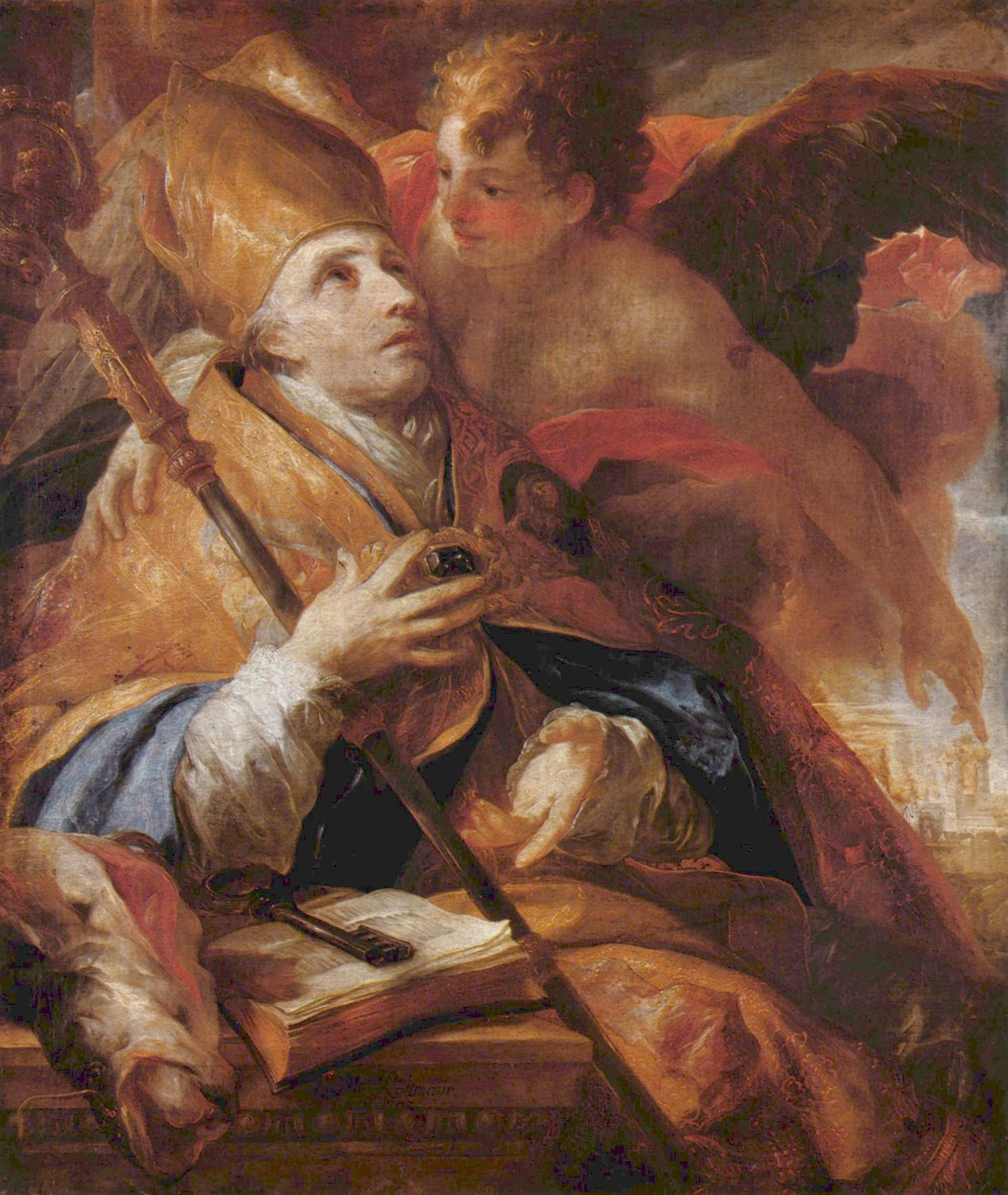
Hl. Benno (Johann Michael Rottmayr, Alte Pinakothek, München)

Benno (* unbekannt, angeblich um 1010 in Hildesheim; † 16. Juni 1106 in Meißen) war von 1066 bis 1106 der zehnte Bischof von Meißen und wird als Heiliger verehrt.

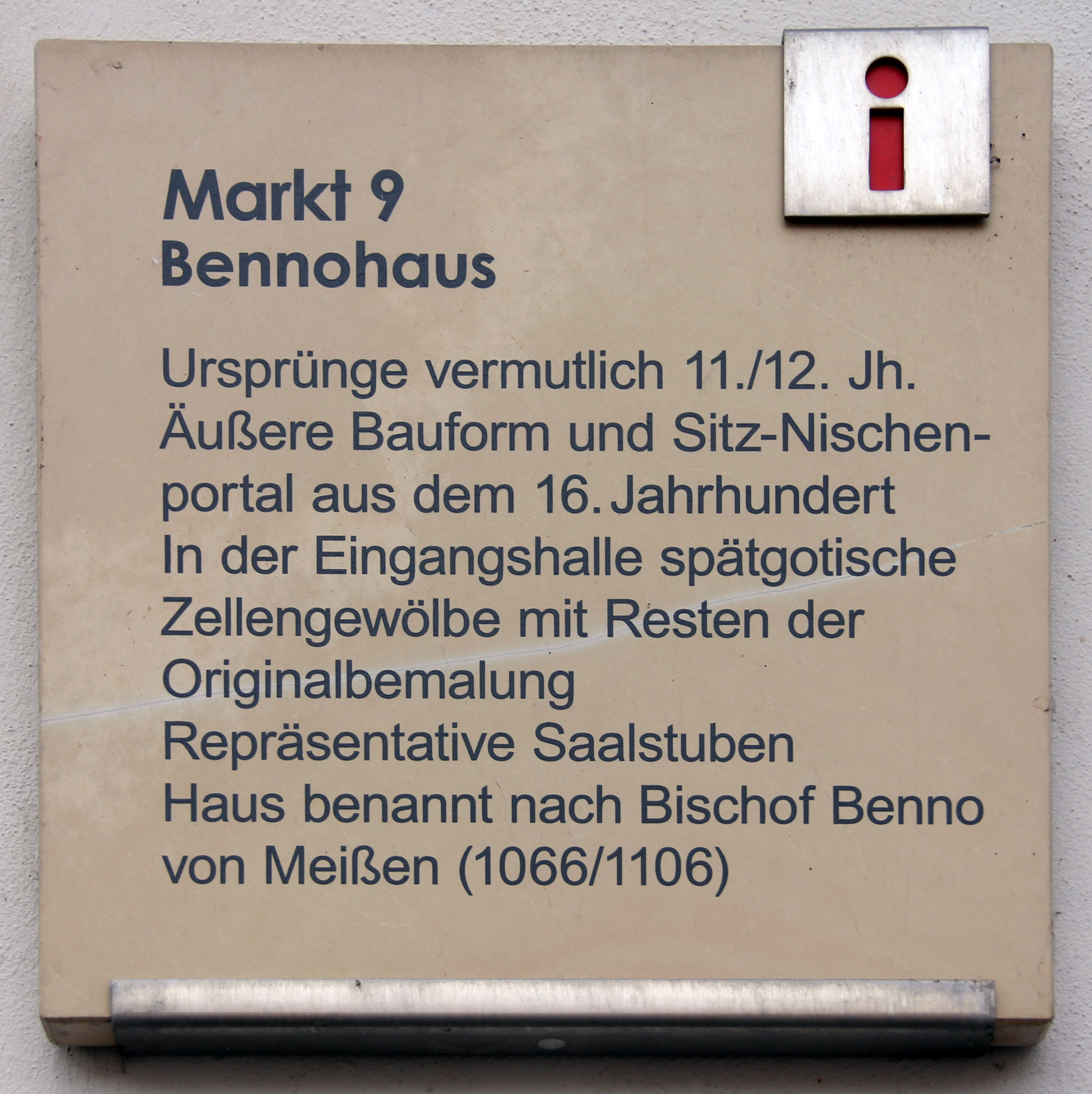
Gedenktafel am Haus, Markt 9, in Meißen

## Leben
Benno wird in Quellen erstmals als Stiftsherr in Goslar erwähnt. 1028 wurde er Mönch, 1040 wurde er zum Priester geweiht. Dass er 1042 Abt in St. Michael in Hildesheim gewesen sein soll, beruht auf einer späteren Legende. 1066 wurde er für das Bistum Meißen zum Bischof geweiht.
Er wurde 1073 in den Sachsenkrieg hineingezogen. Benno versuchte zwar, sich aus dem Streit herauszuhalten, doch gerade dafür beschuldigte ihn König Heinrich IV. des Hochverrats, denn „er habe ihm während des ganzen Sachsenkrieges … keinen Beweis seiner ungebrochenen Treue … gegeben“, und setzte ihn fest. 1076 erklärte Heinrich IV. den Papst für abgesetzt, nachdem er im Investiturstreit mit ihm über das Vorrecht zur Ernennung der Bischöfe in Streit geraten war. Benno, von dem nicht überliefert ist, wie er wieder frei kam, soll sich nun auf die Seite des Papstes und der Sachsenfürsten gestellt und 1077 an der Wahl des Gegenkönigs Rudolf von Rheinfelden beteiligt haben.
Nach Rudolfs Tod wandte er sich dem neuen Gegenkönig Hermann von Salm zu. Dafür wurde er von Heinrich IV. zusammen mit den anderen Bischöfen, die von ihm abgefallen waren, seines Amtes enthoben, und andere Bischöfe wurden ernannt. Auch einen Gegenpapst setzte Heinrich IV. ein – Clemens III. Benno bat um des Friedens willen Letzteren um Verzeihung, und dieser ließ ihn in sein Bistum zurückkehren. Obwohl es inzwischen einen anderen Meißner Bischof gab, gelangte Benno anscheinend ohne Aufsehen wieder in sein Amt.
1084 wurde Heinrich IV. zum Kaiser gekrönt und nahm 1103 den Gottesfriedensgedanken, den sein Vater Heinrich III. bereits stark unterstützt hatte, wieder auf und verkündete einen reichsweiten Landfrieden, wobei er in Benno einen Unterstützer fand. Im Zuge der deutschen Ostexpansion konnte Benno durch Landschenkungen in den Jahren 1090, 1091 und 1095 den Besitz seines Bistums unblutig mehren.
Seine Reisen sollen ihn bis nach Bautzen im Milzenerland geführt haben. Ihm werden Ortsgründungen wie zum Beispiel Bischofswerda und Bischheim zugeschrieben, aber auch der Beginn des Weinanbaus im Elbtalkessel. Die Via Regia, in der Oberlausitz auch „Bischofsweg“ genannt, soll er, meist zu Fuß, bis ins hohe Alter bereist haben.
Benno muss zwischen 1105 und 1107 gestorben sein. Sein Tod ist nicht urkundlich belegt, es wird aber seit dem Mittelalter das Todesdatum 16. Juni 1106 angenommen.

## Legende
Die Überlieferung, dass Benno ein unehelicher Sohn der Frau Derksen und des Grafen Friedrich von Woldenberg (Stammesherzogtum Sachsen) war, wird durch Quellen nicht bestätigt. Die Vita Bennonis (1512) von Hieronymus Emser enthält einige legendenhafte Berichte aus dem Leben Bennos. So werden ihm verschiedene Wunder zugeschrieben, beispielsweise habe er durch einen Schlag mit seinem Krummstab eine Quelle hervorspringen lassen. Markgraf Heinrich I. von Eilenburg, der ihn beleidigte, soll, wie Benno ihm prophezeite, nach einem Jahr tot umgefallen sein. Ein Schlüssel, den er in die Elbe warf, soll von einem Fisch verschluckt und nach Rückkehr des Bischofs im Fischbauch gefunden worden sein. Daraus entstand das Wappen des Bistums Meißen: ein Schlüssel und ein Fisch, die sich kreuzen. Wahrscheinlich sind auch die Berichte über Bennos Missionstätigkeit, seine Kirchenbauten und seine Förderung des Kirchengesangs Legende.

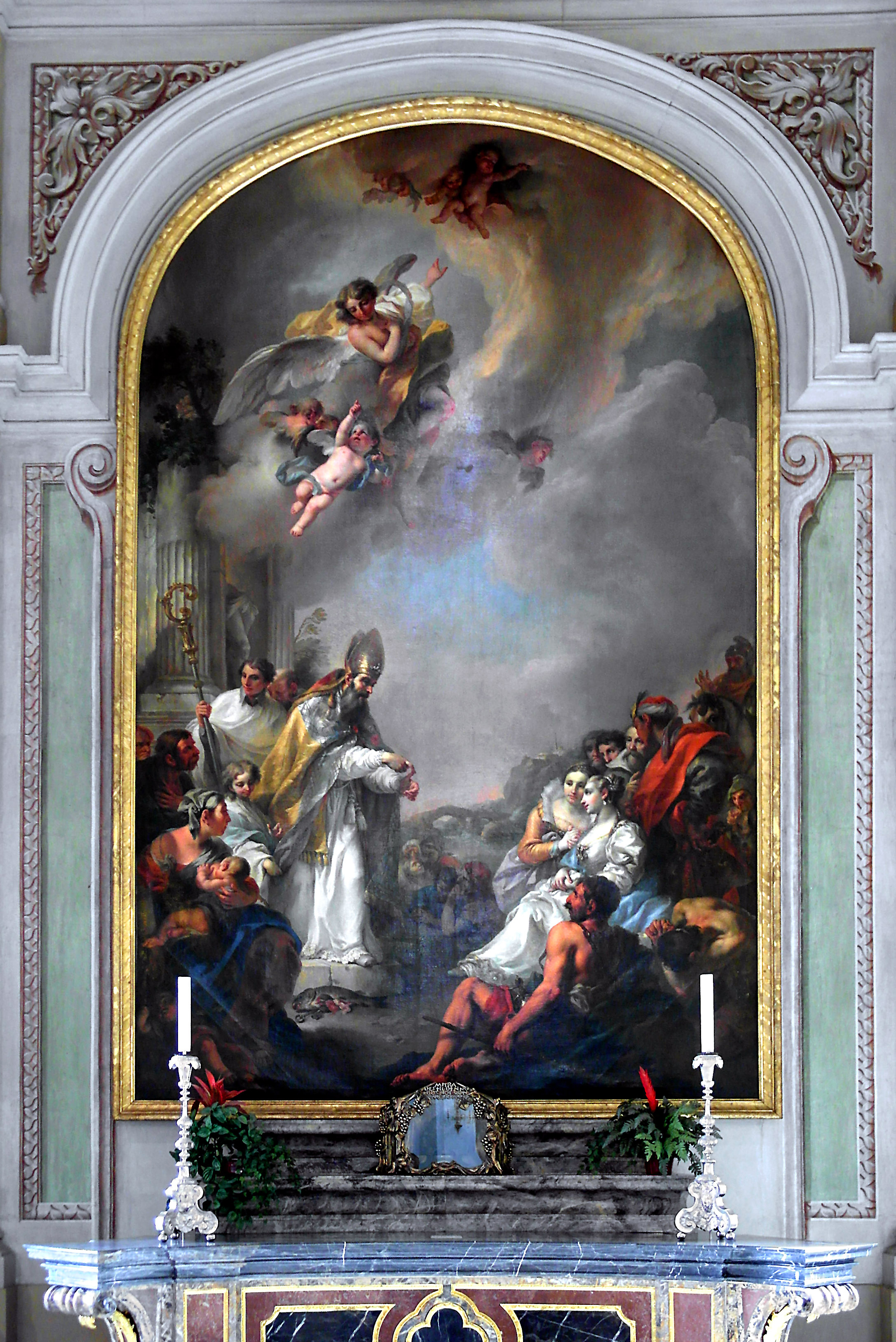
Altarbild Bischof Benno, den christlichen Glauben verkündend in der Bennokapelle der Katholischen Hofkirche

## Bestattung und Reliquienverehrung
Die Gebeine Bennos wurden im romanischen Meißner Dom bestattet und um 1270 von Bischof Withego I. erhoben. Mit dem Heiligen Weg entstand in diesem Zusammenhang auch ein Pilgerweg von Böhmen nach Meißen. Nach Einführung der Reformation 1539 ließ sie Bischof Johann VIII. von Maltitz auf die bischöfliche Burg Stolpen bringen. Dann gelangten sie in den Dom St. Marien zu Wurzen.
Der letzte Meißner Bischof Johann IX. von Haugwitz verbrachte sie schließlich, mit einem Echtheitszertifikat versehen, 1576 zu Herzog Albrecht V. nach Bayern, wo sie 1580 in der Münchner Liebfrauenkirche beigesetzt wurden. Ende Juni 2019 wurde ein Teil der Reliquien an das Bistum Dresden-Meißen zurückgegeben und sollen ihren Platz in der Kathedrale von Dresden sowie in der Bischofskapelle im Haus der Kathedrale finden.
Das um 1270 im Meißner Dom für die Gebeine errichtete Heiligenmonument, ein steinerner Schrein in Tumba-Form, wurde 1370/90 durch einen Baldachin ergänzt, wie es ein Holzstich von 1512 zeigt, und 1523/24 durch ein Hochgrab aus Marmor ersetzt, in das man die Gebeine nach der Heiligsprechung am 16. Juni 1524 überführte. Dieses wurde nach der Entnahme der Gebeine bereits 1539 zerstört. Der Standort des Hochgrabes ist seit 2017 mit einer schlichten Sandsteinplatte in der Mitte des Domes gekennzeichnet, auf welcher „BENNO +“ zu lesen ist, und an anderer Stelle auch bildhaft auf dem Kirchenfußboden dargestellt.
In der Bennokapelle der Katholischen Hofkirche in Dresden wird seit 1998 am Altar die Mitra des hl. Benno in einem Reliquiar aufbewahrt und verehrt.

## Heiliger und Schutzpatron

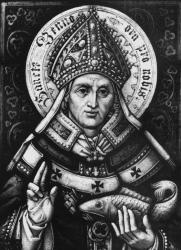
Aus St. Benno in München: Benno mit Fisch und Schlüssel.

Die Verehrung des Bischofs Benno setzte bereits Mitte des 13. Jahrhunderts ein. Urkunden berichten von großen Menschenmengen, die u. a. auf dem Heiligen Weg zum Grab pilgerten und auf Wunder und Heilungen hofften. 1366 wurde von Domherr Konrad Preuß eine Gedächtnisfeier für den Bischof eingerichtet und man strebte schon damals die Heiligsprechung an.
Doch erst 1498 begannen die Bemühungen durch das Meißener Domkapitel und in besonderer Weise durch Georg den Bärtigen, Herzog zu Sachsen, um Bennos Heiligsprechung. Sie wurde am 31. Mai 1523 durch Papst Hadrian VI. verkündigt und löste heftige Polemik zwischen Martin Luther und Vertretern der katholischen Kirche aus. Luther sah darin den Versuch, der Ausbreitung der Reformation in Sachsen entgegenzuwirken, und schrieb die Streitschrift „Wider den Abgott und Teufel, der zu Meißen soll erhoben werden“.
Benno ist Schutzpatron von München, Bayern und der heutigen Diözese Dresden-Meißen. Außerdem ist er Schutzheiliger der Fischer und Tuchmacher. Des Weiteren sind 14 Pfarreien seinem Patrozinium unterstellt.

## Gedenktag
Sein katholischer Gedenktag ist der 16. Juni. An diesem Tag verehren ihn bestimmte Ortskirchen in Eigenfesten, so das Bistum Dresden-Meißen und die Stadt München mit einem Hochfest, die Diözesen München-Freising (außerhalb Münchens) und Görlitz mit einem gebotenen Gedenktag und die deutschsprachigen Ortskirchen im Übrigen mit einem nicht gebotenen Gedenktag. Die Erzdiözese München und Freising begeht ihr Bennofest jährlich in der Münchner Innenstadt gemeinsam mit dem Stadtgründungsfest.

## Sankt Benno als Namensgeber

### Patrozinien
Deutschland:
- St.-Benno-Kirche in Bad Lauterberg im Harz (seit 1963)
- St.-Benno-Kirche in Bischofswerda (seit 1925)
- St.-Benno-Kirche in Dortmund (seit 1971)
- St.-Benno-Kirche in Geithain (seit 1887)
- St.-Benno-Kirche in Goslar (seit 1965)
- St.-Benno-Kirche in Hannover (seit 1902)
- St.-Benno-Kirche in Herzogenrath-Hofstadt (seit 1925)
- St.-Benno-Kirche in Meißen (seit 1887)
- Pfarrkirche St. Benno in München (seit 1895)
- St.-Benno-Kirche in Ostro (seit 1772)
- St.-Benno-Kirche in Spremberg (seit 1887)

Polen:
- St.-Benno-Kirche in Warschau (seit 1636)

Österreich:
- Alte Pfarrkirche St. Benno in Lenzing, OT von Saalfelden am Steinernen Meer (seit dem 17. Jh.)[8]

Spanien:
- Ermita de San Benón in Villarroya de los Pinares in der Provinz Teruel[9]

### Denkmäler
- Bennosäule in München

### Sonstiges
- St. Benno-Gymnasium in Dresden.
- Bildungsgut Schmochtitz Sankt Benno (bis 2020: Bischof-Benno-Haus)
- St. Benno Verlag, Leipzig.
- Altenpflegeheim St. Benno, Meißen[10]
- St.-Benno-Viertel in München

## Ausstellungen
- 2017: Benno von Meißen, Sachsens erster Heiliger. Albrechtsburg, Meißen. Katalog.

## Filme
- Patron Bayerns, St. Benno von Meißen. BR 1998, Eine Filmdokumentation von Bernhard Graf und Heinrich Biron